# LOVE&PEACE (少女時代のアルバム)
『LOVE&PEACE』（ラブ・アンド・ピース）は、韓国のアイドルグループ少女時代の日本での3枚目のオリジナルアルバム。2013年12月11日にNAYUTAWAVE RECORDS（ユニバーサルミュージック）から発売された。CD+Blu-ray+GOODS、CD+Blu-ray、CD+DVD、CDの4形態で発売。アルバムにおいてBlu-ray形態での発売は初。

## 概要
前作『GIRLS' GENERATION II 〜Girls & Peace〜』から約1年ぶりとなるオリジナルアルバム。ジャケットヴィジュアルは、アルバムタイトルである「LOVE&PEACE」と連動した、1970年代ポップ・カルチャーを思わせるカラフルでサイケデリックな仕上がりとなっている。。2013年に発売されたシングルの表題曲「LOVE&GIRLS」「GALAXY SUPERNOVA」のほか、各シングルのカップリングナンバー「リンガ・フランカ」「DO THE CATWALK」、2012年に発売されたシングル「FLOWER POWER」のカップリングに収録されている「BEEP BEEP」、このアルバムのリード曲「My oh My」といった合計12曲で構成されている。「My oh My」のミュージックビデオが11月5日に公開され、同日iTunesなどで、先行配信がスタートした。　
このアルバム購入者を対象に横浜アリーナにて、12月14日に無料ライブ「GIRLS’GENERATION Free Live “LOVE&PEACE“＠横浜アリーナ」を開催し、昼夜2公演を行い3万人を動員。また、翌日12月15日には、ユニバーサル・スタジオ・ジャパンにてリリース記念イベントを行い、「LOVE&GIRLS」を披露し2万人を熱狂させた。
初週12.9万枚を売り上げ、12/23付オリコン週間ランキング首位に初登場した。アルバム首位は1stアルバム『GIRLS' GENERATION』（2011年6月発売）以来、2年半ぶり通算2作目。韓国女性グループの2作目のアルバム首位は、KARAの1作を上回り、史上初となった。
2014年、第28回日本ゴールドディスク大賞で、ベスト3アルバム（アジア）を受賞。

## 収録曲
CD
1. Gossip Girls
  - 作詞︰KENN KATO、作曲：KANATA OKAJIMA、ANDREAS OBERG、MARIA MARCUS
2. motorcycle
  - 作詞︰AKIRA、作曲：ANDREAS OBERG、MARIA MARCUS
3. FLYERS
  - 作詞︰HIDENORI TANAKA、作曲：STEVEN LLEE、SEBASTIAN THOTT、DIDRIK THOTT
4. GALAXY SUPERNOVA
  - 作詞・作曲：FREDERIK TAO NORDSOE SCHJOLDAN、FRIDOLIN NORDSOE SCHJORDAN、MARTIN HOBERG HEDEGAARD、KAMIKAORU

サマンサタバサ「サマンサタバサ ジーンズ」CMソング
「レコチョク」CMソング
5. LOVE&GIRLS
  - 作詞：KAMIKAORU、作曲：Erik Lidbom、Ronny Svendsen、Anne Judtih Wilk

「dビデオ」「BeeTV」CMソング
6. BEEP BEEP
  - 作詞・作曲：Jeff Miyahara、Anne Judith Wik、Ronny Svendsen、Nermin Harambasic、Robin Jensen、Junji Ishiwatari
7. My oh My
  - 作詞・作曲：KAMIKAORU、Erik Lewander、Ylva Dimberg、Louis Schoor
8. LIPS
  - 作詞︰JUNJI ISHIWATARI、作曲：DANIEL OBI KLEIN、CHARLIE TAFT
9. DO THE CATWALK
  - 作詞：JUNJI ISHIWATARI、作曲：KANATA OKAJIMA、ANDREAS OBERG、MARIA MARCUS
10. Karma Butterfly
  - 作詞︰KAMIMAKORU、作曲：CHRISTIAN VINTEN、GRACE TITHER
11. リンガ・フランカ
  - 作詞：Hidenori Tanaka、agehasprings、作曲：Andreas Oberg、Jon Hallgren、Ylva Dimberg
12. Everyday Love
  - 作詞︰SARA SAKURAI、作曲：TOM DIEKMEIER、TIM HAWES、OBI MHONDERA、KATERINA BRAMLEY
13. blue jeans [Bonus Truck]
  - FC会員のみ入手可能なスペシャル盤に収録。

Blu-ray （完全生産限定豪華仕様盤）
1. BEEP BEEP (Music Video)
2. LOVE&GIRLS (Music Video)
3. GALAXY SUPERNOVA (Music Video)
4. My oh My (Music Video)
5. Making of GALAXY SUPERNOVA
6. Making of My oh My
7. Japan 3rd Album photo shooting

Blu-ray & DVD （初回限定盤）
- Music Video

1. BEEP BEEP
2. LOVE&GIRLS
3. LOVE&GIRLS Dance ver.
4. GALAXY SUPERNOVA
5. GALAXY SUPERNOVA Dance ver.
6. My oh My

## 仕様
完全生産限定豪華仕様盤
- CD+Blu-ray+GOODS
- 三方背ケース仕様
- 撮り下ろしソロカット入りフォトブックレット40P封入
- 特製缶バッジ メンバー別9種封入
- ソロカットオリジナルデザインポスター メンバー別9種（四つ折りにして封入）

初回限定盤（Blu-ray、DVD形態共通内容）
- CD+Blu-ray or CD+DVD
- ・デジパック仕様（撮り下ろしソロカット使用ブックレット付き）

通常盤
- CDのみ